# Inna Tchourikova
Pour les articles homonymes, voir Tchourikova.
Inna Mikhaïlovna Tchourikova (en russe : Инна Михайловна Чурикова), née le 5 octobre 1943 à Belebeï en RSSA bachkire (Union soviétique) et morte le 14 janvier 2023 à Moscou (Russie), est une actrice soviétique puis russe qui a débuté au cinéma en 1961. Elle travaille également dans le doublage.

## Biographie
Inna Tchourikova sort de l'école supérieure d'art dramatique Mikhaïl Chtchepkine en 1965. Elle joue au Théâtre du jeune spectateur de Moscou en 1965–1968, puis, devient actrice du Théâtre du Lenkom en 1975,.
En 1991, elle est une des dernières actrices ayant reçu le titre d'artiste du peuple de l'URSS. Une des plus grandes comédiennes russes contemporaines, lors de sa carrière elle reçoit l'Ours d'argent au Festival de Berlin (1984), deux prix Nika (1992, 2004 ; nominations en 1994 et 1995), deux prix Aigle d'or (2004, 2007), prix Idole (2004), deux Prix d'État de la fédération de Russie et plusieurs autres récompenses. En 1971, Inna Tchourikova est nommée meilleure actrice soviétique d'après les sondages effectués annuellement par la revue Sovetski ekran (Écran soviétique). En 2006, lors des Jours du Cinéma russe en France elle reçoit à Valence le Prix spécial pour la contribution au cinéma. En 2010, le gouvernement français lui décerne l'ordre des Arts et des Lettres.
En 1993, elle est membre du jury du quarante-sixième Festival de Cannes avec Louis Malle à la tête du jury.
En 2007, le festival international du film Entrevues à Belfort lui consacre une rétrospective.
Inna Tchourikova est l'épouse du cinéaste Gleb Panfilov qui la fit tourner dans nombre de ses films.
Tchourikova est morte 14 janvier 2023 de la maladie cérébrale. Inhumeé au cimetière de Novodevitchi.

## Filmographie
- 1963 : Je m'balade dans Moscou de Gueorgui Danielia : jeune fille
- 1965 : La Vivandière (Стряпуха) de Edmond Keossaian : Varvara
- 1965 : Trente-trois de Gueorgui Danielia : Rozotchka
- 1966 : Les Justiciers insaisissables (Неуловимые мстители) d'Edmond Keossaian : Josy
- 1966 : La Grande Sœur (Старшая сестра) de Gueorgui Natanson : Nelly
- 1967 : Pas de gué dans le feu de Gleb Panfilov : Tania Tiotkina
- 1970 : Le Début de Gleb Panfilov : Pacha
- 1976 : Je demande la parole de Gleb Panfilov : Elisaveta Ouvarova
- 1979 : Le Thème de Gleb Panfilov : Sacha Nikolaeva
- 1979 : Ce même Münchausen (Тот самый Мюнхгаузен, Tot samyi Munchausen) téléfilm de Mark Zakharov : Jacobine Münchhausen
- 1981 : Valentina de Gleb Panfilov : Anna
- 1983 : Romance du front de Piotr Todorovski : Vera
- 1984 : Les Âmes mortes de Mikhaïl Schweitzer : dame agréable en tout
- 1986 : Le Coursier de Karen Chakhnazarov : mére d'Ivan
- 1990 : La Mère de Gleb Panfilov : mère de Pavel
- 1993 : La delegazione d'Alexandre Galine : Chloé, critique d'art
- 1994 : Riaba ma poule d'Andreï Kontchalovski : Assia Kliatchina
- 1994 : L'Année du chien (Год собаки) de Semion Aranovitch : Vera Morozova
- 1995 : Chirli-Myrli (Ширли-мырли) de Vladimir Menchov : Praskovia Krolikova
- 2004 : Une saga moscovite, feuilleton télévisé de Dmitri Barchtchevski : Mary Gradova
- 2011 : Soleil trompeur 3 (Утомлённые солнцем 2: Цитадель) de Nikita Mikhalkov : vieille femme
- 2021 : Ivan Denissovitch de Gleb Panfilov : l'ancienne (le dernier rôle au cinéma)